# مرشد خاطر
مرشد خاطر (1888-1961) طبيب جرّاح سوري، وأحد مؤسسي كلية الطب في الجامعة السورية، عُين وزيراً للصحة في عهد العقيد أديب الشيشكلي في مطلع عقد الخمسينيات من القرن العشرين.

## البداية
ولد مرشد خاطر لأُسرة مسيحية صغيرة ومتواضعة في قضاء الشوف بجبل لبنان، ودَرس في مدرسة الحِكمة المارونية ببيروت ثم التحق للدراسة في كلية الطب الفرنسية في بيروت عام 1906م، ليتخرج حاملاً شهادة دكتوراه في الطب عام 1910.
بعد نشوب الحرب العالمية الأولى التحق بالخدمة الإلزامية في الجيش العثماني عام 1915، وفي موقع عسكري جنوب معان وقع أسيراً في يد قوات الشريف حسين بن علي قائد الثورة العربية الكبرى ضد الحكم العثماني، ولكن سرعان ما أُطلق سراحه مع سائر الأطباء العرب، بأمر من الشريف حسين، ليُصبح طبيباً في الجيش الهاشمي في الحجاز. كما عُهد إليه برئاسة القسم الجراحي في مستشفى أبي الأسل وهو المستشفى العسكري المركزي للجيش العربي ورقي من رتبة رئيس إلى رتبة مُقدم.

## في العهد الفيصلي
دخل مرشد خاطر مدينة دمشق مع طلائع القوات العربية يوم 1 تشرين الأول 1918 وقرر الإقامة فيها بعد مبايعة حاكمها الجديد الشريف فيصل بن الحسين أميراً على البلاد المحررة من الحكم التركي. عُين رئيساً لقسم الجراحة في المستشفى الحميدي بحي البرامكة وعضواً في اللجنة المُصغرة التي شُكلت لتعريب مناهج الطب، برئاسة عميد معهد الطب الدكتور رضا سعيد. شارك مرشد خاطر بإعادة افتتاح المعهد بعد إغلاق دام أشهراً نتيجة الحرب العالمية، وسُمّي فيه أستاذاً للأمراض والسريريات الجراحية، وفي عام 1919 انتخب عضواً في مجمع اللغة العربية بدمشق، وعَمل إلى جانب رئيسه المؤسس محمّد كرد علي على تعريب جميع مؤسسات الدولة السورية. ظلّ يعمل في التدريس وتأليف الكتب طوال حياته، وكان من فريق الآباء المؤسسين للجامعة السورية في صيف عام 1923. بعدها بعام، أسس المجلة الطبية الصادرة عن الجامعة السورية وعمل رئيساً لتحريرها.

## بعد الجلاء
بعد جلاء القوات الفرنسية عن سورية، عُيّن الدكتور خاطر رئيساً لقسم الجراحة في مستشفى الشهيد يوسف العظمة في منطقة المزة، وفي 9 حزيران 1952، سُمّي وزيراً للصحة في حكومة الزعيم فوزي سلو، التي شُكلت يومها تحت إشراف حاكم سورية العسكري العقيد أديب الشيشكلي. خلال فترة عَمله في الحكومة، أسس مركزاً لمكافحة السل في دمشق وآخر لمكافحة البرداء في حمص، إضافة لمدرسة التمريض في حلب ومركزاً للأمومة والطفولة في دمشق. في أيار 1953، ترأس وفد سورية إلى الدورة السادسة لمنظمة الصحة العالمية في جينيف، وانتُخب رئيساً للمؤتمر. ولكنه أصيب بنوبة قلبية في أثناء تواجده في سويسرا أجبرته على العودة إلى دمشق، فناب عنه ممثل وفد بريطانيا الطبيب مالفيل ماكنزي.
استقال مرشد خاطر من الوزارة بسبب وضعه الصحي في تموز 1953، ولكنه حافظ على مقعده التدريسي في الجامعة السورية حتى عام 1957. تفرغ بعدها للتأليف والترجمة والنشر، ووضع خمسة عشر كتاباً طبياً، أبرزها «الأمراض الجراحية» ومعجم المصطلحات الطبية، المُترجم عن اللغة الفرنسية والصادر عن مطبعة الجامعة السورية عام 1956.

## من منجزاته ومؤلفاته
ترجم وألف وشارك في تأليف كتب عدة منها:
- الأمراض الجراحية، في ستة مجلدات.
- السريريات والمداواة الطبية، في مجلدين.
- فن التمريض، مجلد واحد أعيد طبعه مرات عدة.
- إصلاح النسل، في مجلد واحد.

كما ترجم عن اللغة الفرنسية:
- جراحة أنبوب الهضم.
- الدروس العملية في الأمراض النسائية.
- أمراض جهاز البول.

ونشر باللغة الفرنسية الكثير من الأبحاث في المجلات الطبية منها مجلة المجمع الجراحي الفرنسي كما نشر باللغة العربية عشرات الأبحاث في مجلة المعهد الطبي العربي وفي مجلات صدرت في مصر ولبنان.
أجرى دراسة بمشاركة بعض أساتذة المعهد عن داء الجلبان الذي تفشى بعد الحرب العالمية الأولى، ولم يكن معروفاً بشكل كاف قبل تلك الدراسة التي صارت مرجعاً للمؤلفين والباحثين.

## الوفاة
توفي مرشد خاطر عن عمر ناهز الثالثة والسبعين يوم 11 كانون الثاني عام 1961. حَمل في حياته عدة أوسمة، منها وسام الشرف الإيراني (1922) ووسام الاستحقاق اللبناني من الدرجة الأولى، الذي منحه إياه الرئيس إميل إدة عام 1937. وفي عام 1948، قلده الرئيس شكري القوتلي وسام الاستحقاق السوري من الدرجة الممتازة، وفي عام 1953، قُلِد وسام القديس غريغوريوس الكبير من قبل البابا بيوس الثاني عشر. تخليداً لذكراه، أُطلق اسمه على شارع كبير وسط مدينة دمشق، ممتد من ساحة التحرير إلى ساحة السبع بحرات، وعلى إحدى غرف العمليات في مستشفى الجامعة السورية وعلى مدرج في مستشفى المواساة.